# Liverpool vs. Crystal Palace (1989)
El 12 de septiembre de 1989, el Liverpool se enfrentó al Crystal Palace en un partido correspondiente a la Football League First Division de la temporada 1989-90. Crystal Palace era un equipo recién ascendido para esa temporada, mientras que Liverpool había sido subcampeón de liga el curso anterior, tras perder el título ante el Arsenal. El partido, disputado en Anfield, fue ganado por el Liverpool por 9–0, lo que significó la victoria más amplia del Liverpool en la máxima división, y la peor derrota histórica para el Palace. Un total de ocho jugadores diferentes anotaron en un mismo partido, hecho único en el fútbol inglés.

## El partido
Liverpool abrió el marcador a los 7 minutos. John Barnes regateó hacia el área de Crystal Palace, donde tras una serie de rebotes, fue interceptado por su compañero Ronnie Whelan, que realizó un pase hacia la derecha, donde Steve Nicol definió acertadamente. El segundo gol provino de Steve McMahon, que avanzó tras en un pase en profundidad, superó al arquero Perry Suckling tras una brillante vaselina. El tercer gol fue una sucesión de pases entre Barnes, David Burrows y Peter Beardsley. Beardsley realizó un regate laberíntico en el área, y tan pronto como soltó la pelota, Ian Rush clavó la pelota en el ángulo.
El primer tiempo finalizó con un 3-0 parcial. En el minuto 56, un córner ejecutado por Beardsley fue cabeceado al primer palo hacia adelante por Barnes, dejando la pelota para el cabezazo de Gary Gillespie. Beardsley anotó el quinto, tras una rápida pared con Rush, y anotar desde el borde del área. Liverpool tuvo un penalti a los 66 minutos, y en ese momento, la multitud en el estadio pidió el ingreso de John Aldridge —quien estaba a punto de abandonar el club para unirse a Real Sociedad—; Kenny Dalglish respondió al público haciendo ingresar a Aldridge por Beardsley, que finalmente convirtió el penal. El club de Londres tuvo un penal, pero Geoff Thomas lo erró, perdiendo la posibilidad del gol del descuento. Un poco después, llegó el 7-0, mediante un tiro libre de Barnes que colocó la pelota en el ángulo izquierdo del arco. Barnes también participó en el octavo gol, ejecutando un tiro de esquina que fue cabeceado por el defensa sueco Glenn Hysén, anotando su primer gol para el club. El 9-0 final llegó en el último minuto del encuentro, gracias a Steve Nicol.

## Tras el partido
El Liverpool acabó la temporada como campeón, lo que significó su 18° liga. Por su parte, el club londinense logró eludir el descenso, finalizando 15° además de poder tomarse revancha del Liverpool al derrotarlo en las semifinales de la FA Cup en Villa Park. Sin embargo, perdió la final ante el Manchester United tras un replay. La carrera de su arquero Perry Suckling fue duramente marcada tras recibir nueve goles. Fue reemplazado por Nigel Martyn, y abandonó el club en 1992, fichando para el Watford (donde sustituido sustituyó a David James), y posteriormente pasó a jugar en equipos de divisiones inferiores.

## Detalles del partido
| 12 de septiembre de 1989, 19:30 BST | Liverpool | 9:0 (3:0) | Crystal Palace | Anfield, Liverpool,                                                 |                                                                     |
|                                     | Nicol 7', 90' · McMahon 15' · Rush 45' · Gillespie 56' · Beardsley 61' · Aldridge 67' (pen.) · Barnes 79' · Hysén 82' | Reporte   |                | Asistencia: 35,779 espectadores Árbitro(s): K.P. Barratt (Coventry) | Asistencia: 35,779 espectadores Árbitro(s): K.P. Barratt (Coventry) |

|  |  |

|                     |    |                  |  |     |
|                     |    |                  |  |     |
| GK                  | 1  | Bruce Grobbelaar |  |     |
| CB                  | 2  | Glenn Hysén      |  |     |
| LB                  | 3  | David Burrows    |  |     |
| RM                  | 4  | Steve Nicol      |  |     |
| CM                  | 5  | Ronnie Whelan    |  |     |
| CB                  | 6  | Alan Hansen (C)  |  |     |
| CF                  | 7  | Peter Beardsley  |  | 66' |
| RB                  | 8  | Gary Gillespie   |  |     |
| CF                  | 9  | Ian Rush         |  |     |
| LM                  | 10 | John Barnes      |  |     |
| CM                  | 11 | Steve McMahon    |  | 79' |
| Cambios realizados: |    |                  |  |     |
| FW                  | 12 | John Aldridge    |  | 66' |
| MF                  | 14 | Jan Mølby        |  | 79' |
| Entrenador:         |    |                  |  |     |
| Kenny Dalglish      |    |                  |  |     |

|                     |    |                  |  |
|                     |    |                  |  |
| GK                  | 1  | Perry Suckling   |  |
| RB                  | 2  | John Pemberton   |  |
| LB                  | 3  | David Burke      |  |
| CM                  | 4  | Andy Gray        |  |
| CB                  | 5  | Jeff Hopkins     |  |
| CB                  | 6  | Gary O'Reilly    |  |
| LM                  | 7  | Eddie McGoldrick |  |
| CM                  | 8  | Geoff Thomas     |  |
| CF                  | 9  | Mark Bright      |  |
| CF                  | 10 | Ian Wright       |  |
| RM                  | 11 | Alan Pardew      |  |
| Cambios realizados: |    |                  |  |
| DF                  | 12 | Richard Shaw     |  |
| MF                  | 14 | Alex Dyer        |  |
| Entrenador:         |    |                  |  |
| Steve Coppell       |    |                  |  |